# Alkoholbetegek Gyógyító Intézete
Az Alkoholbetegek Gyógyító Intézete (más néven Rákospalotai Gyógyítóház) egy 1909-ben megnyílt gyógyintézet volt Rákospalotán, amit az Általános Közjótékonysági Egyesület támogatásával hoztak létre.
Első vezetője Stein Fülöp volt, aki a későbbiekben a Munkásbiztosító Pénztár alkoholgondozó intézeteinek a létrehozásában is közreműködött. Az intézet épületében 1915-ben sebesültkórházat rendeztek be, majd lábadozó katonák üdülőotthona lett. Csak 1928 végén, akkor már 40 ágyasra bővítve nyílt meg ismét az alkoholisták számára Pándy Kálmán vezetésével. Az intézet a II. világháborúig működött.